# Хамилтон (Вирџинија)
Хамилтон (енгл. Hamilton) град је у америчкој савезној држави Вирџинија. По попису становништва из 2010. у њему је живело 506 становника.

## Демографија
Према попису становништва из 2010. у граду је живело 506 становника, што је 56 (10,0%) становника мање него 2000. године.
| Група             | 2000.       | 2010.       |
| Белци             | 545 (97,0%) | 465 (91,9%) |
| Афроамериканци    | 8 (1,4%)    | 15 (3,0%)   |
| Азијати           | 3 (0,5%)    | 2 (0,4%)    |
| Хиспаноамериканци | 6 (1,1%)    | 16 (3,2%)   |
| Укупно            | 562         | 506         |